# Masker van Agamemnon

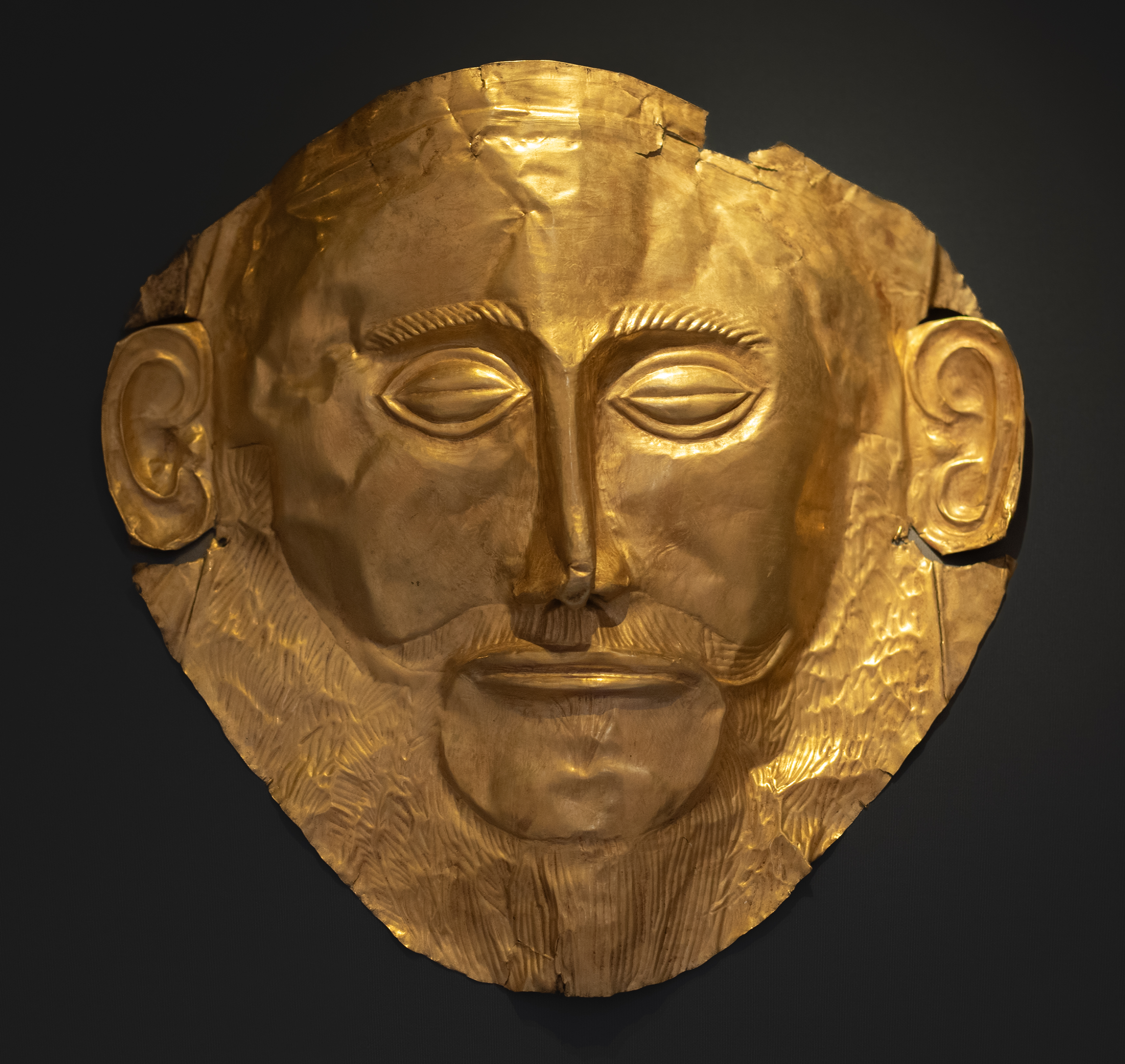
Masker van Agamemnon

Het zogenaamde masker van Agamemnon is een gouden dodenmasker dat in 1876 door Heinrich Schliemann tijdens een opgraving in Mycene is gevonden. Hij vermoedde dat het masker op het gelaat van de uit de Ilias bekende koning Agamemnon werd gelegd toen hij in zijn graf lag. Sindsdien is echter duidelijk geworden dat het masker enige eeuwen ouder is dan de tijd waarin Agamemnon zou hebben geleefd. De naam is echter wel gebleven.
Het gouden dodenmasker wijst duidelijk op het geloof in een leven na de dood, en het bewijst ook dat de Mykeners, of Myceners, aanleg hadden voor het smeden van goud.
Er werden in de graftomben nog vier andere maskers gevonden. Het masker van Agamemnon verschilt er met drie daarvan in details in, maar vooral dat het geen vlakke figuur is. Dat is er een reden voor dat de herkomst van het masker moeilijk kan worden vastgesteld.
Het bevindt zich in het Nationaal Archeologisch Museum van Athene.